# WEAU-Sendemast
Der WEAU-Sendemast war ein 608,99 Meter hoher abgespannter Sendemast zur Verbreitung von UKW und TV-Programmen in Fairchild, Wisconsin, USA. Der Mast wurde 1981 fertiggestellt und war Eigentum des Fernsehsenders WEAU-TV. Am 22. März 2011 stürzte der Sendemast aufgrund eines schweren Schneesturms unter der Schnee- und Windlast ein. Bis zu diesem Tage galt der Mast als höchstes Bauwerk Wisconsins.